# 2022年4月逝世人物列表
2022年逝世人物列表：1月 - 2月 - 3月 - 4月 - 5月 - 6月 - 7月 - 8月 - 9月 - 10月 - 11月 - 12月
2022年4月逝世人物列表，是用于汇总2022年4月期间逝世人物的列表。

## 依日期排序

### 30日
- 米诺·拉伊奥拉（義大利語：Mino Raiola），54岁，意大利、荷蘭双重国籍足球经纪人，病逝。[1]
- 昆吞乌，78岁，缅甸撣邦政治人物。[2]
- 玛尔特·戈蒂埃（法語：Marthe Gautier），96岁，法国医学家，唐氏综合征病因发现者。[3]

### 29日
- 安德烈·西蒙諾夫（俄語：Андрей Симонов），55歲，俄羅斯軍人，陸軍少將，電子戰專家，西部軍區第2近衛聯合武裝集團軍電子戰部隊司令，戰死。[4]
- 陶正刚，87岁，中国考古学家。[5]
- 確精扎布，91岁，中国蒙古语言学家。[6]
- 盛永堂，94岁，中国政治人物，曾任中共达县地委第一书记，中共十三大代表。[7]

### 28日
- 佐兰·斯雷泰诺维奇，57岁，塞尔维亚篮球运动员。[8]
- 葉文冠，58歲，臺灣半導體專家，國家實驗研究院代理副院長、台灣半導體研究中心主任（因公出差猝逝，發現日）。[9]
- 閔子雍（Hugues Mignot），80歲，比利時外交官，曾任比利時與盧森堡台北辦事處處長，2019年歸化中華民國籍。[10]
- 尼爾·亞當斯（英語：Neal Adams），80歲，美國漫畫家，死於敗血症併發症。[11]
- 李万华，99岁，中国政治人物，原南开大学党支部第一任书记。[12]

### 27日
- 納加德蘭·達馬林根，34歲，馬來西亞籍受刑人，（弱智－智商僅69），因遭人拐騙轉走私海洛因，遭新加坡政府判處絞刑定讞。[13]
- 廖国勋，59岁，中国政治人物，天津市人民政府市长（2020年起）。[14]
- 大衛·伯尼（英語：David Birney），83歲，美國演員。[15]
- 曾江，87歲，香港資深演員，重度昏迷、搶救無效亡（發現日）。[16][17]
- 嘉祿·阿米戈·巴列霍（西班牙語：Carlos Amigo Vallejo），87歲，西班牙傳教士，天主教西班牙司鐸級樞機及西維爾總教區榮休總主教，肺水腫病逝。[18]
- 歐陽乃沾，90－91歲，香港畫家，壽終。[19]
- 李今庸，97歲，中國中醫訓詁校勘學家，病逝。[20]

### 26日
- 賴瑞和，69歲，台灣歷史學家，唐史學者。[21]
- 克勞斯·舒爾茨，74歲，德國電子音樂創作者及搖滾樂手，橘夢樂團和「灰燼太陽神殿」成員。[22]
- 王尚义，78岁，中国新闻工作者，原重庆日报总编辑。[23]
- 伊斯梅尔·奥甘（土耳其語：İsmail Ogan），89歲，土耳其自由式角力運動員與教練，1964年東京奧運自由式角力78公斤級金牌、1960年羅馬奧運73公斤級銀牌得主。[24]

### 25日
- 叶瑞琨，67歲，中國畫家。[25]
- 李外秀，75歲，韓國小說作家。死於2019冠狀病毒病。[26]
- 许梓荣，80岁，中国动物营养与饲料学家，浙江大学教授。[27]
- 羅雄培，87歲，韓國政治人物，二度出任南韓副總理（1988年、1995年－1996年）。[28]
- 張廉云，98歲，中國政治人物、北京市政協原副主席，第七、八屆全國政協委員。[29]

### 24日
- 金鐘來（韓語：김종래），32歲，韓國網紅、YouTuber團體Cuckoo Crew成員。[30][31]
- 郭予填，38岁，中国政治人物，中山大学国际关系学院党总支书记。[32]
- 陳銘澤，39歲，台灣爆破特技師，曾參與台劇《火神的眼淚》、《一把青》、《斯卡羅》，死於急性白血病。[33]
- 孟慶功，43歲，中國飛機設計工程師，中國商飛CR929副總設計師兼複合材料中心副主任，过劳导致心肌梗塞致死。[34][35]
- 陈洁，67歲，原名陈瑞珍，新加坡黄梅调歌后，病逝。[36]
- 姚恒璐，70岁，中国作曲家，中央音乐学院教授。[37]
- 吳澍培，90歲，台灣統派人物[38]，前台灣地區政治受難人互助會會長。[39]

### 23日
- 马里克里斯·阿巴德·桑托斯·阿尔伯特（英語：Maricris Abad Santos Albert），52歲，菲律賓企業人物，運動品牌FILA菲律宾的首席执行官兼总裁。（遗体发现日）[40]
- 黃先柱，71歲，台灣政治人物，曾任民主進步黨台南市黨部主任委員、中華民國總統府國策顧問。[41]
- 李三立，86歲，中國計算機體系結構專家，中国工程院院士。[42]
- 奧林·哈奇（英語：Orrin Hatch），88歲，美國政治人物，猶他州聯邦參議員。[43]
- 蕭白，90歲，中國一級作曲、指揮家、原中国合唱协会副理事长、上海音乐家协会合唱专业委员会主任。[44]
- 李志祥，台灣男演員、前童星，行政院新聞局001號童星證持證者，曾任華優傳播演員訓練班臨時演員領班，常在《戲說台灣》、《第一劇場》演男配角。[45]
- 顧德仁，98歲，中國電路理論專家，曾任成都電訊工程學院院長、教授、博士生導師。[46]
- 彭勃 ，101歲，中國人民解放軍高級政治幹部。[47]

### 22日
- 维克多·兹维亚金采夫（英语：Viktor Zvyahintsev），71岁，烏克蘭足球運動員，隸屬於頓內次克礦工足球俱樂部。[48]

### 21日
- 马芳武，62岁，中国汽车工程师，吉林大学汽车工程学院教授。[49]
- 丹斯里阿里韩沙，66歲，馬來西亞政治人物，前聯邦政府首席秘書。[50]
- 卡尔·韦恩·邦提安（英語：Carl Wayne Buntion），78岁，美国罪犯，德克萨斯州执行死刑的最年长死囚犯。因1990年6月開槍殺害休斯頓警察被判注射死刑。[51]
- 雅克·貝漢（法語：Jacques Perrin），80歲，法國導演。[52]
- 黃蜀芹，82歲，中國導演。[53]
- 姆瓦伊·齊貝吉（英語：Mwai Kibaki），90歲，肯尼亚政治人物，前总统（2002年-2013年）。[54]
- 馮久和，94岁，中國工藝美術大師、中國藝術研究院民間創作研究員。[55]
- 程緒珂，100歲，中國園林專家。[56]

### 20日
- 趙汝強，年齡不詳，香港電視節目製作人，前亞洲電視監製及行政副總裁。[57]
- 鄭秀康，76歲，中國企業家，康奈集团创始人、原董事长。[58]
- 张漪湲，80岁，中国工艺美术大师、秦绣技艺非遗传承人。[59]
- 張灝，84歲，台灣歷史學家，專研思想史，中央研究院第19屆院士。[60]
- 沙勿略·洛萨诺·巴拉甘（西班牙語：Javier Lozano Barragán），89歲，墨西哥傳教士，天主教萨卡特卡斯教区主教。[61]
- 罗妙英，103岁，中国老红军。[62]

### 19日
- 布拉德·阿什福德（英語：Brad Ashford），72岁，美国政治人物，众议院议员（2015年－2017年）。[63]
- 卡洛斯·卢卡斯（西班牙語：Carlos Lucas），91岁，智利拳击运动员。[64]
- 潘际銮，94岁，中国焊接工程专家，中国科学院院士。[65]
- 高沂，107岁，中國政治人物，曾任教育部副部長、黨組副書記，第六、七屆全國政協委員。[66]
- 田中加子（日語：田中 カ子），119歲107天，日本超級人瑞，獲金氏世界紀錄認定為全球不分男女最長壽者。[67]

### 18日
- 尼古拉斯·安格利希（英语：Nicholas Angelich），51岁，美国钢琴家。[68]
- 何塞·罗马纳（英語：José Santiago L. Santa Romana），74岁，菲律宾记者、外交官，驻华大使任上逝世。[69]
- 赫尔曼·尼特西（德語：Hermann Nitsch），83岁，奥地利艺术家。[70]
- 余志豪，86歲，中國氣象學家。[71]
- 哈里森·伯特威斯尔爵士（英語：Sir Harrison Birtwistle），87岁，英国当代古典音乐作曲家。[72]
- 賴萬才，87歲，中國數學家，華僑大學教授，曾任第六、七、八屆全國政協委員。[73]
- 陳有慶，89歲，香港企業家，亞洲金融集團主席。[74]
- 萧岳鹏，新加坡舞蹈家。[75]
- 郑嘉顺，98歲，中國政治人物，原温州地委书记。[76]
- 奈月KOKO（日語：奈月 ここ），年齡不詳，日本女性成人漫畫家、插畫家。死於胃癌。[77]
- 陈得心，73歲，新加坡关怀客工福利团体“情义之家”（HOME）创办人。[78]

### 17日
- 曹晓斌，45歲，中國企業家，北京科兴生物制品有限公司政府事务中心高级经理，死於胆管癌。[79]
- 拉杜·鲁普（羅馬尼亞語：Radu Lupu），76岁，罗马尼亚钢琴家。[80]
- 官却，95岁，中国政治人物，青海省政协原副主席。[81]

### 16日
- 村生未央（日語：村生 ミオ），69歲，日本漫畫家。[82]
- 约阿希姆·施特赖希（德語：Joachim Streich），71岁，德国足球运动员。[83]
- 弗拉基米爾·弗羅洛夫（俄語：Владимир Фролов），55岁，俄羅斯軍人，陸軍少將，南部軍區第8近衛聯合武裝集團軍副司令，戰死。（下葬日）[84]
- 田砚亭，85岁，中国林学家，北京林业大学教授。[85]
- 柳生博（日语：柳生博），85歲，日本男演員。年老在自己家中病逝。[86]

### 15日
- 伯恩哈德·格梅斯豪森（德語：Bernhard Germeshausen），70岁，德国雪橇运动员。[87]
- 照屋宽德（日語：照屋 寛徳），76岁，日本政治人物，前众议院议员，死于胃癌。[88]
- 王国赉，84岁，中国政治人物，广州市人大常委会教育科学文化卫生工作委员会原主任。[89]
- 王明清，87岁，中国政治人物，原兰州军区后勤部部长。[90]
- 康虎振，92岁，中国人民解放军少将。[91][92]
- 莉茲·謝里丹（英语：Liz Sheridan），93歲，美國演員。[93]
- 魏乃文，99岁，中國工程師，核潜艇导弹发射装置总设计师。[94]

### 14日
- 伊尔卡·卡内尔瓦（英语：Ilkka Kanerva），74岁，芬兰政治人物，劳工部部长，副总理。[95]
- 麥皓為，76歲，香港、新加坡電視劇演員，病逝。[96]
- 尾身幸次（日語：尾身 幸次），89歲，日本政治人物，自民黨籍前衆議院議員，曾任職沖繩、北方擔當兼科学技術擔當大臣及財務大臣等內閣要職。[97]
- 陳順平，71歲，上海大眾樂團退休小提琴手，跳樓[98][99]。

### 13日
- 弗雷迪·林孔（英语：Freddy Rincón），55岁，哥伦比亚退役足球运动员，车祸伤重不治。[100]
- 沃尔夫冈·法里安（德語：Wolfgang Fahrian），80岁，德国足球运动员。[101]
- 華文漪，81歲，中國崑曲演員。[102]
- 王玉梅，87歲，中國演員。[103]
- 連家創，88歲，中國軋鋼機械專家。[104]
- 米歇爾‧布凱（英语：Michel Bouquet），96岁，法國演員。[105]

### 12日
- 塞德里克·麥克米倫（英语：Cedric McMillan），44歲，美國健美運動員，2017年阿諾盃冠軍。[106]
- 錢文雄，55歲，中國政治人物，上海市虹口區衛生健康委員會信息中心主任，自殺。[107][108]
- 吉尔伯特·戈特弗里德（英語：Gilbert Jeremy Gottfried），67歲，美国演员。[109]
- 羅徵啟，89歲，中國教育人物。[110]
- 何家象，89岁，中国政治人物，长沙市人民政府原常务副市长。[111]

### 11日
- 韋恩·庫珀（英語：Artis Wayne Cooper），66歲，美国前職業篮球运动员。[112]
- 陳慶英，81歲，前中国藏学研究中心历史研究所所长。[113]
- 罗旭东，86岁，中国政治人物，原江西省商业厅厅长，第六届全国人大代表。[114]
- 劉明璞，91歲，中國人民解放軍中將。[115]
- 梁雄，90歲，原名梁富雄，香港演員。[116]
- 吴洞昌，96岁，中国政治人物，赣南师范大学原党委副书记。[117]

### 10日
- 埃丝特拉·罗德里格斯（西班牙語：Estela Rodríguez），54岁，古巴柔道运动员。[118]
- 德赛·威廉斯（英語：Desai Williams），62岁，加拿大男子田径运动员。[119]
- 約翰·德魯（英語：John Drew），67歲，美国前職業篮球运动员。[120]
- 李天文，82岁，中国政治人物，陕西省人大常委会原副主任。[121]
- 王森浩，89歲，中國工程師、政治人物，曾任山西省長，中國煤炭工業部部長。[122]
- 葉世昌，93歲，中国经济思想史奠基人之一。[123]
- 李鐵一，95歲，中國著名放射學家。[124]

### 9日
- 德韦恩·哈斯金斯（英語：Dwayne Haskins），24岁，美国NFL匹兹堡钢人队四分卫。[125]
- 英奇·弗里登费尔兹（英語：Inge Friedenfelds），86岁，澳大利亚篮球运动员。[126]
- 杰克·希金斯（英語：Jack Higgins），92岁，英国作家。[127]
- 楊傳任，97岁，中國動物生理學家，曾任北京農業大學教授、博士生導師。[128]
- 趙治國，97歲，中国控制登革热特殊贡献专家。[129]
- 杨玉茂，102岁，中国政治人物，广西壮族自治区南宁市人民政府原顾问，中国工农红军战士。[130]

### 8日
- 亚历山大·沃文（俄語：Александр Вовин），61岁，俄裔美籍日本问题专家。[131]
- 斯朗格列，75岁，中国政治人物，西藏自治区政协原副秘书长。[132]
- 松島實（日語：松島 みのり），81歲，日本聲優、演員。死於胰臟癌。[133]
- 朱鈞珍，93歲，中國風景園林學家、風景園林教育家。[134]
- 彭明敏，98歲，台灣政治學者、台灣獨立運動領袖，曾任總統府資政。[135]
- 米米·萊因哈特（英语：Mimi Reinhardt），107歲，奧地利籍猶太人，二戰期间曾協助奥斯卡·辛德勒拯救同胞。[136]

### 7日
- 葉佩英，86歲，中國女高音歌手。[137]
- 藤子不二雄Ⓐ（日語：藤子 不二雄Ⓐ），88岁，原名「安孫子素雄」，日本漫画家，病逝。[138]
- 徐华英，88岁，中国气象学家，中国科学院大气物理研究所研究员。[139]
- 趙慧秋，93歲，中國京劇演員。[140]
- 佐佐木滿（日語：佐々木 満），95歲，日本政治人物，自民党參議院议员（1976年－1998年），第10任總務廳长官（1990年－1991年）。[141]
- 吳雪莉，96岁，中國教育家。[142]
- 王恆，100歲，中國退役军人，南京大屠杀幸存者。[143]

### 6日
- ，75岁，俄罗斯政治人物，俄罗斯自由民主党创始人、首任主席（1992年－2022年），国家杜马副主席（2000年－2011年），因COVID-19病逝。[144]
- 安娜·帕斯库（羅馬尼亞語：Ana Pascu），77岁，罗马尼亚击剑运动员。[145]
- 邢燕子，81岁，中國農民、政治人物，曾被评为100位新中国成立以来感动中国人物之一。[146]
- 卡罗尔·迪温，86岁，斯洛伐克男子花样滑冰运动员。[147]
- 大卫·麦基（英语：David McKee），87歲，英國儿童作家、插画家。[148]
- 梁湘，87岁，中国政治人物，原广东省科学技术委员会主任。[149]
- 扎門·赤列旺傑，87歲，中國政治人物，曾任西藏自治區人大常委會委員，西藏自治區政協副主席。[150]
- 文夏，93歲，本名王瑞河，台灣國寶級台語歌手。[151]
- 余国琮，99岁，中国化工蒸馏专家，中国科学院院士。[152]

### 5日
- 比雅尼·特里格瓦森（英語：Bjarni Tryggvason），76岁，加拿大太空人，曾执行过STS-85任务。[153]
- 王羽，79歲，原名王正權，香港、臺灣演員、導演、編劇，病逝。[154]
- 大衛·喬高（英語：David Kilgour），81歲，加拿大政治人物，前亞太國務卿，資深國會議員、國際人權活動家。[155]
- 西德尼·奥尔特曼（英語：Sidney Altman），82岁，加拿大分子生物学家，诺贝尔化学奖得主（1989年）。[156]
- 约瑟夫·帕纳切克（捷克語：Josef Panáček）84岁，捷克射击运动员。[157]
- 尼希米·佩索夫（英语：Nehemiah Persoff），102歲，美國演員，參與超過兩百部影視作品。心臟衰竭病逝。[158]

### 4日
- 高天國，72歲，中國企業家，安信信托股份有限公司实际控制人。[159]
- 佩塔尔·斯坎西，78岁，克罗地亚篮球运动员。[160]
- 傑利·尤斯曼（英语：Jerry Uelsmann），87歲，美國攝影師。[161]
- 约翰·麦克纳利（英語：John McNally）, 89岁，爱尔兰拳击运动员。[162]
- 李素文，89岁，中国政治人物、工人，第四届全国人大常委会副委员长。[163]

### 3日
- 维尔纳·克拉特（德語：Werner Klatt），73岁，德国赛艇运动员。[164]
- 黃祥勝，77歲，馬來西亞教育家，華文獨立中學前校長。（遺體發現日）[165]
- 德斯蒙德·苏厄德（英語：Desmond Seward），86岁，英国历史学家。[166]
- 金迪，89歲，中国演员。[167]
- 吉恩·许（英語：Gene Shue），90岁，美国篮球运动员。[168]
- 沈国尧，90歲，中国著名建筑师、东南大学建筑设计研究院原副院长、总建筑师。[169]
- 唐冰森，93歲，臺灣國寶級歌仔戲小生，唐美雲的母親，因心臟衰竭逝世。[170]
- 叶甫列姆·索科洛夫，95岁，白俄罗斯政治人物，白俄罗斯共产党中央委员会第一书记（1987年－1990年）。[171]

### 2日
- 曼塔斯·科維達拉維丘斯，45岁，立陶宛导演。[172]
- 莱昂内尔·桑切斯（西班牙語：Leonel Sánchez），85岁，智利足球运动员。[173]
- 廖祥雄，90歲，臺灣資深導演，曾與秦漢、林青霞等人合作，作品包括《愛的賊船》、《桑園》、《真假千金》等。[174]
- 愛絲黛兒·哈里斯（英語：Estelle Harris），93歲，美國電視、電影女演員與動畫配音員。[175]
- 李林广，97岁，中国政治人物，曾任中共晋中地委书记。[176]

### 1日
- 马克西姆·列文（烏克蘭語：Максим Євгенович Левін），40歲，烏克蘭攝影記者，俄罗斯入侵乌克兰期间死于俄军枪击。（遗体发现日）[177][178]
- 徐政夫，78岁，台灣著名古董商、清翫雅集發起人。[179]
- 吉野浩行，82歲，日本企業家，本田汽车前总裁。[180]
- 鄒衍，106岁，中國人民解放軍軍人、開國少將。[181]